# تفجير سوق الوحيلات 2021
تفجير بغداد 2021 أو تفجير سوق الوحيلات في يوم الاثنين 19 يوليو 2021 وقع انفجار في سوق شعبي بمدينة الصدر شرقي العاصمة بغداد. تشير المصادر أن عبوة ناسفة انفجرت داخل سوق شعبي يعرف باسم سوق الوحيلات، أدت إلى مقتل وجرح العشرات. فيما صرحت وزارة الداخلية العراقية أن «هجوما إرهابيا بعبوة ناسفة مصنعة محليا وقع في سوق الوحيلات في مدينة الصدر شرقي بغداد، وخلف عددا من القتلى والجرحى».

## الهجوم والضحايا
وقع الهجوم على سوق الوحيلات عشية عيد الأضحى، يقع السوق في مدينة الصدر، إحدى أكثر ضواحي العاصمة العراقية فقراً واكتظاظاً، ومعقل أنصار رجل الدين الشيعي مقتدى الصدر الذي يملك نفوذاً كبيراً على الساحة السياسية في البلاد. التفجير تبناه تنظيم داعش. بلغ عدد الضحايا من التفجير الإرهابي حوالي 36 قتيلاً و62 جريحاً.

## الرد الحكومي
أعلن المتحدث باسم مكتب القائد العام للقوات المسلحة اللواء يحيى رسول صدور أمر من القائد العام للجمهورية السيد الرئيس مصطفى الكاظمي بإيداع أمر فوج بالتوقيف على خلفية انفجار مدينة الصدر. كما قامت الحكومة العراقية بفتح تحقيق من قبل قيادة عمليات بغداد بالحادث. وفي يوم 24 يوليو 2021 أعلن الكاظمي عن القبض على العصابة التي خططت لهذا الانفجار.

## ردود الأفعال
- أدانت الجامعة العربية التفجير ووصفته بـ«الغاشم» وأبدت دعمها وتضامنها مع الدولة العراقية.[7]
- أدانت الأمم المتحدة تفجير مدينة الصدر ووصفته بـ«المميت».
- استنكرت السفارة الألمانية في العراق الهجوم، وأعربت في تغريدة عن تعاطفها مع أسر الضحايا.[8]
- قدّم سفير الاتحاد الأوروبي في العراق التعازي في تغريدة.[8]

## إتهامات
إتهم مركز توثيق جرائم الحرب في العراق السلطات الأمنية بتلفيق تُهم باطلة لأناس أبرياء بعد التفجير مباشرة ً , حيث إدعى أن أحد المتهمين بالجريمة هو المواطن (نوري مطر مربط حمد) ويسكن في مدينة كركوك، قد تم اعتقاله بتاريخ (12/5/2021) من مدينة كركوك، أي قبل وقوع الجريمة بشهرين و(7) أيام تقريبا، وبعد عرضه على شاشة تلفزيون القناة العراقية الحكومية وصلت أنباء عن وفاته تحت وطأة التعذيب , كم نوه المركز على تناقض تصريح الخلية الإعلامية لوزارة الداخلية بعد وقوع الجريمة ومعاينة الحادث بأن التفجير كان بعبوة ناسفة؛ وقد أكد هذه الرواية شهود العيان؛ ولكن بعد ساعات من التفجير جرى تبديل الرواية بأن التفجير حصل بحزام ناسف؛ وهذا التناقض يشير إلى أن الحكومة أرادت تدارك الأمور وإلصاق التهمة بأناس أبرياء من أجل ألا تظهر في مظهر العاجز عن حفظ الأمن .